# Mabel en soirée
Pour plus de détails, voir Fiche technique et Distribution.
Mabel en soirée (A Strong Revenge) est un court métrage muet américain réalisé par Mack Sennett, sorti en 1913.

## Synopsis
Mabel invite deux voisins rivaux à sa fête : Schnitz, l'épicier et Meyer, le cordonnier. Schnitz vend un fromage avarié et puant à Meyer. Celui-ci se venge : le fromage se retrouve ... sous les semelles du rival [..]

## Fiche technique
- Titre : Mabel en soirée
- Titre original : A Strong Revenge
- Autre titre anglais : The Shoemaker's Revenge
- Réalisation : Mack Sennett
- Production : Mack Sennett
- Société de production : The Keystone Film Company
- Société de distribution : Mutual Film Corporation
- Durée : 12 minutes 30 secondes
- Format : Noir et blanc - film muet
- Date de sortie :
  - États-Unis : 10 mars 1913

## Distribution
- Mack Sennett : Schnitz
- Mabel Normand : Mabel
- Ford Sterling : Meyer
- Nick Cogley : le père de Mabel
- Charles Avery : un invité à la fête
- Raymond Hatton : un invité à la fête
- William Hauber : client de la boulangerie / un invité à la fête